# Banikoara
Banikoara ist eine Kommune sowie ein Arrondissement im Departement Alibori in Benin. Gemäß der Volkszählung von 2013 hatte Banikoara als Kommune 246.575 Einwohner, davon waren 122.445 männlich und 124.130 weiblich, sowie als Arrondissement 37.571 Einwohner, davon 18.704 männlich und 18.867 weiblich.
Die neun weiteren Arrondissements sind Founougo, Gomparou, Goumori, Kokey, Kokiborou, Ounet, Sompérékou, Soroko und Toura.

## Wissenswertes
Die Straße RNIE7 von Banikoara nach Tansarga in Burkina Faso stellt nach dem Überschreiten der Landesgrenze die Grenze zwischen der Réserve partielle de la Kourtiagou und dem Nationalpark W dar. In Banikoara endet zudem die Nationalstraße RN8.